# Évanouis dans la nuit
Pour plus de détails, voir Fiche technique et Distribution.
Évanouis dans la nuit (titre original italien : Svaniti nella notte) est un thriller italien réalisé par Renato De Maria, mettant en vedette Riccardo Scamarcio et Annabelle Wallis et sorti en 2024,.
Le film est un remake italien du film  argentin Séptimo  sorti en 2013 et réalisé par Patxi Amezcua sur un scénario qu'il a écrit avec Alejo Flah.

## Distribution
- Riccardo Scamarcio (VF : Joël Zaffarano) : Pietro Torre
- Annabelle Wallis (VF : Dorothée Pousséo) : Elena Walgren
- Massimiliano Gallo (VF : Jérôme Pauwels) : Nicola
- Gaia Coletti (VF : Corinne Martin) : Bianca
- Lorenzo Ferrante (VF : Valérie Bescht) : Giovanni

 Source et légende : version française (VF) sur RS Doublage

## Fiche technique
- Titre original : Svaniti nella notte
- Titre français : Évanouis dans la nuit
- Réalisation : Renato De Maria
- Scénario : Luca Infascelli, Francesca Marciano, Patxi Amezcua, Alejo Flah
- Photographie : Daniele Massaccesi
- Montage : Cristiano Travaglioli
- Musique : Jeff Russo
- Costumes : Camilla Giuliani
- Production : Roberto Sessa
- Sociétés de production : Picomedia
- Pays de production : Italie
- Langue originale : italien, anglais
- Format : couleur
- Genre : thriller
- Durée : 92 minutes
- Dates de sortie[5] :
  - Netflix : 11 juillet 2024 (internet)

## Production
Le tournage du film a eu lieu à Bari, Otrante et dans la campagne du Salento,.

## Réception
Sur le site agrégateur d'avis Rotten Tomatoes, 40 % des cinq avis critiques sont positifs, avec une note moyenne de 3,9/10.